# Walter Gladisch

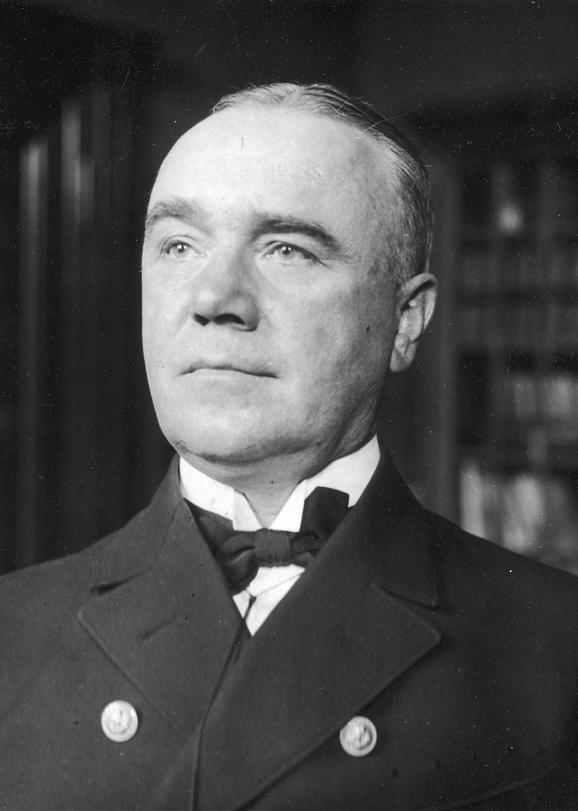
Walter Gladisch

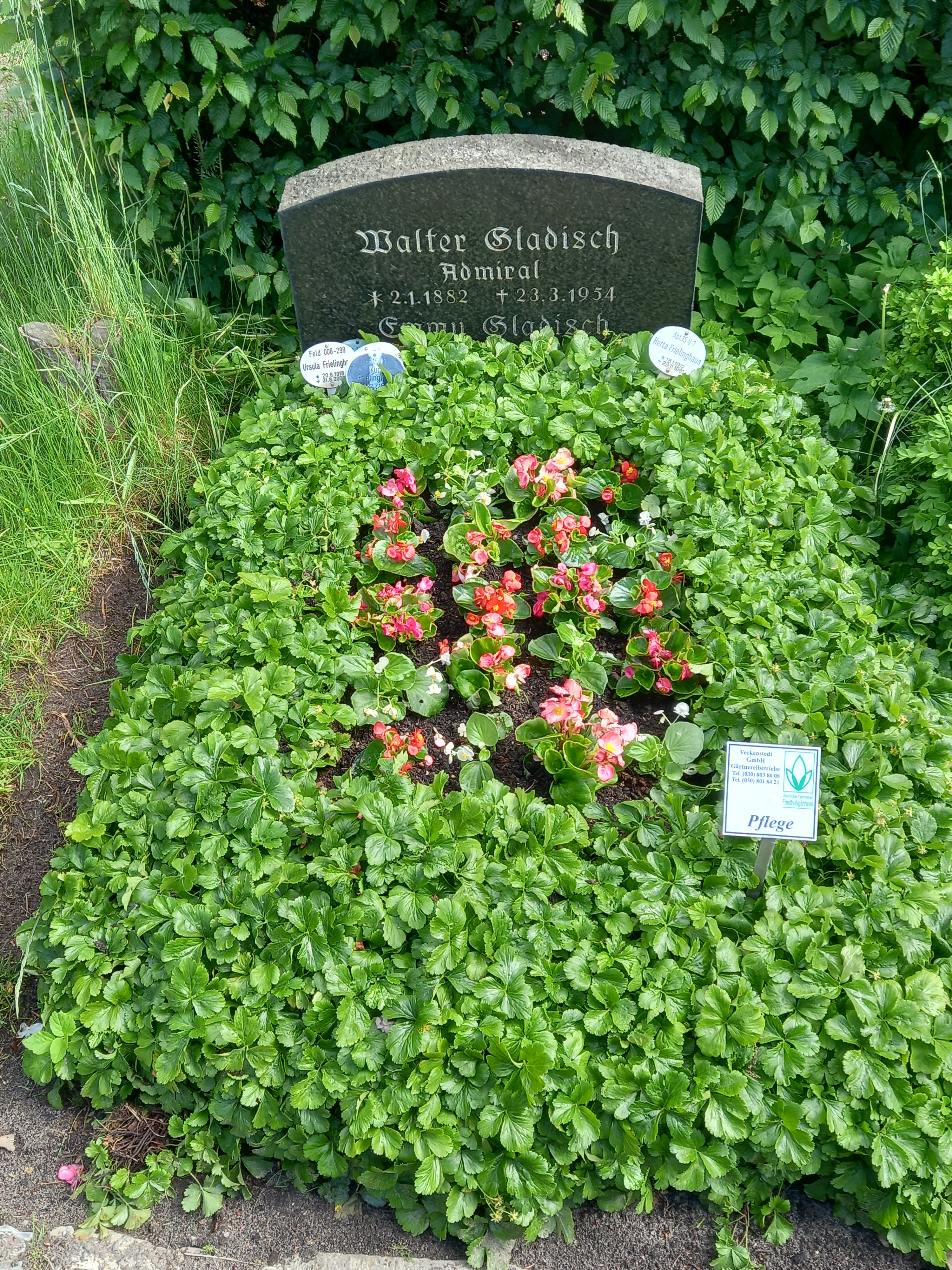
Das Grab von Walter Gladisch und seiner Ehefrau Emmy auf dem Friedhof Zehlendorf in Berlin

Walter Gladisch (* 2. Januar 1882 in Berlin; † 23. März 1954 in Bad Homburg vor der Höhe) war ein deutscher Marineoffizier, zuletzt Admiral im Zweiten Weltkrieg.

## Leben
Gladisch trat am 12. April 1898 als Seekadett in die Kaiserliche Marine ein. Nach seiner Grundausbildung auf der Kreuzerfregatte Charlotte und dem Besuch der Marineschule, an der er am 18. April 1899 zum Fähnrich zur See ernannt worden war, folgte am 22. Oktober 1900 seine Ausreise nach Kiautschou. Er tat beim dortigen Ostasiengeschwader Dienst auf den Großen Kreuzern Fürst Bismarck sowie auf der Hertha und wurde zwischenzeitlich am 13. September 1901 zum Leutnant zur See befördert. Nach seiner Rückkehr aus Ostasien war Gladisch vom 3. November 1902 bis 31. März 1903 zunächst Kompanieoffizier in der II. Matrosen-Division und zeitweise Wachoffizier auf dem Kleinen Kreuzer Zieten, bevor er bis 31. August 1903 auf das Artillerieschulschiff Mars kam. Anschließend erfolgte die Versetzung des Oberleutnants zur See (seit 28. März 1903) zur Stammkompanie der Matrosen-Artillerieabteilung Kiautschou, Gladisch reiste am 12. Mai 1904 ein weiteres Mal in die deutsche Kolonie aus und wurde dort für zwei Jahre als Kompanieoffizier verwendet. Zurückgekehrt war er wieder Kompanieoffizier in der II. Matrosen-Division und wurde dann in der Folge ab 16. April 1907 als Wachoffizier auf den Linienschiffen Brandenburg, Hannover und Schwaben eingesetzt und zwischenzeitlich am 30. März 1908 zum Kapitänleutnant befördert. Für fünf Monate wieder zur II. Matrosen-Division versetzt, war Gladisch dann Wachoffizier auf dem Großen Kreuzer Victoria Louise und fungierte vom 1. April bis 30. September 1911 als Schiffsjungenoffizier auf dem Schulschiff König Wilhelm. Am 1. Oktober 1911 erfolgte seine Versetzung als 2. Artillerieoffizier auf das Linienschiff Nassau. Ein Jahr später wurde er dort 1. Artillerieoffizier, verblieb über den Beginn des Ersten Weltkriegs an Bord und wurde hier am 13. Mai 1915 zum Korvettenkapitän befördert. Als 1. Artillerieoffizier war Gladisch vom 17. Oktober 1916 bis 23. August 1917 auf dem Großen Kreuzer Von der Tann und man versetzte ihn anschließend als 2. Admiralstabsoffizier in das Kommando der Hochseestreitkräfte.
Nach Beendigung des Krieges war Gladisch zunächst im Stab der Hochseestreitkräfte für die Abwicklung verantwortlich, kam dann als Dezernent in die politische Abteilung des Reichsmarineamtes sowie am 1. Oktober 1919 in gleicher Funktion in die Flottenabteilung der Admiralität (ab 15. September 1920 im Marinekommandoamt). Dort wurde er am  30. November 1920 Fregattenkapitän. Am 27. September 1922 folgt seine Ernennung zum Chef der Abteilung und am 3. Juli 1923 wurde Gladisch als Kapitän zur See (seit 1. März 1923) Kommandant des Kleinen Kreuzers Arcona. Dieses Kommando gab er am 1. Dezember 1923 wieder ab und kommandierte bis 23. März 1925 den Kleinen Kreuzer Amazone. Anschließend war Gladisch bis 14. Oktober 1928 Chef des Stabes des Flottenkommandos und als solcher am 1. Oktober 1928 Konteradmiral worden. Er wurde dann 1928 zum Befehlshaber der Seestreitkräfte der Ostsee und damit zugleich zum Führer des Verbandes der Aufklärungsstreitkräfte ernannt. Am 1. Oktober 1930 fungierte er als Befehlshaber der Aufklärungsstreitkräfte, welcher aus dem Befehlshaber der Seestreitkräfte der Ostsee gebildet worden war, und wurde am 29. September 1930 für ein Jahr Chef des Marinekommandoamtes in der Marineleitung. Zeitgleich mit der Beförderung zum Vizeadmiral wurde Gladisch am 1. Oktober 1931 Flottenchef des Flottenkommandos. Am 30. September 1933 wurde Gladisch mit dem Charakter als Admiral aus dem aktiven Dienst verabschiedet.
In den kommenden Jahren betätigte sich Gladisch als Mitarbeiter des Marinearchivs.
Am 22. März 1939 wurde Gladisch zur Verfügung der Kriegsmarine gestellt, jedoch erst ab 13. September 1939 verwendet. Man ernannte ihn zum Reichskommissar am Oberprisenhof Berlin. Dort war er bis zum 30. Juni 1943 tätig und wurde dann endgültig in den Ruhestand versetzt.
Gladisch leitete eine Arbeitsgemeinschaft zum Thema Kriegsrecht der Deutschen Gesellschaft für Wehrpolitik und Wehrwissenschaften.
Nach Ende des Zweiten Weltkriegs war Gladisch von Dezember 1949 bis April 1950 Präsident der Obersten Nationalen Sportkommission für den Automobilsport in Deutschland. Er gehörte ferner der Himmeroder Expertengruppe an, die das Ziel der Wiederbewaffnung der Bundesrepublik Deutschland verfolgte.
Walter Gladisch starb 1954 im Alter von 72 Jahren in Bad Homburg vor der Höhe. Sein Grab befindet sich auf dem Friedhof Zehlendorf in Berlin.

## Auszeichnungen
- Eisernes Kreuz (1914) II. und I. Klasse[2]
- Preußisches Dienstauszeichnungskreuz[2]
- China-Denkmünze[2]
- Hanseatenkreuz Hamburg[2]
- Friedrich-August-Kreuz II. und I. Klasse[2]
- Österreichisches Militärverdienstkreuz III. Klasse mit Kriegsdekoration[2]
- Eiserner Halbmond[2]

## Schriften (Auswahl)
- Bearb. zusammen mit Alfred Schulze-Hinrichs: Leitfaden der Seemannschaft: auf Veranlassung der Inspektion des Bildungswesens der Marine. Mittler, Berlin 1935.
- Skagerrak: die Schlacht am 31. Mai 1916. In: Wissen und Wehr, 1936, Heft 5.
- Geschichtliche und militärpolitische Betrachtungen zum deutsch-englischen Flottenabkommen von 1935. In: Wissen und Wehr, 1935, Heft 10.
- Bearb.: Der Krieg zur See 1914–1918. Band 1,6: Von Juni 1916 bis Frühjahr 1917. Mittler, Berlin 1937.
- Waffenentscheidung und Wirtschaftskrieg. In: Wissen und Wehr, 1937, Heft 1, S. 15–28.
- Das Seekriegsrecht in seiner neuesten Entwicklung. In: Nauticus: Schiffahrt, Schiffbau, Marine, Meeresforschung, 1938, Band 21, S. 92–111.
- Die Praxis des Prisenrechtes. In: Wissen und Wehr, 1939, Heft 11, S. 721–735.
- Seekriegsrecht. In: Nauticus: Schiffahrt, Schiffbau, Marine, Meeresforschung, 1940, Band 23, S. 24–42.
- Norwegen 1940. In: Marine-Rundschau: Zeitschrift für Seewesen, 1940, Band 45, S. 305–316.
- Hrsg.: Grundfragen des Seekriegsrechts im zweiten Weltkrieg. Mittler, Berlin 1944.
- Seekriegsrecht: Der Fall „Mai Rickmers“. In: Nauticus: Schiffahrt, Schiffbau, Marine, Meeresforschung, 1952, Band 28, S. 94–102.
- Bearb.: Der Krieg zur See 1914–1918. Band 1,7: Vom Sommer 1917 bis zum Kriegsende 1918. Mittler, Berlin 1965.